# Ichneumon barbatus
Ichneumon barbatus là một loài tò vò trong họ Ichneumonidae.